# 名誉評議員
名誉評議員（めいよひょうぎいん）とは、社団や財団、医療機関、学校法人などが名誉職で置く評議員の職名のこと。名誉役員の職名の一種。

## オリンピック委員会における名誉評議員
国によってはオリンピック委員会の名誉役員の職名として、名誉評議員を置く例もある。王制時代のネパールで王太子だったディペンドラ・ビール・ビクラム・シャハは2001年6月1日、首都カトマンズで起きたネパール王族殺害事件で死去するまでネパールオリンピック国内委員会及びネパールスポーツ委員会の名誉評議員を務めていたことは主な例である。

## 公益法人・医療法人等における名誉評議員
また、公益法人や医療法人等でも名誉評議員を置く例がある。例えば、聖路加国際病院では明仁上皇の叔父 三笠宮崇仁親王が名誉評議員を務めていたほか、北海道青少年科学財団では三笠宮の第一男子 寬仁親王が生前、名誉評議員を務め、毎年財団の行事に参列していた。

## 学校法人における名誉評議員
また、学校法人でも名誉評議員を置く例がある。早稲田大学ではかつて毎日新聞社政治部記者だった渡辺忠廣が生前、同大学名誉評議員を務めていたことで知られている。

### 雑誌資料
- 朝日新聞社AERA編集部編『AERA』(朝日新聞社、2007年8月27日号)

### 報道資料
- 『朝日新聞』2001年6月2日夕刊
- 『毎日新聞』2006年2月17日地方版/神奈川
- 『毎日新聞』2012年6月7日地方版/北海道